# An Kum-ae
An Kum-ae (안금애?; Pyongyang, 3 giugno 1980) è una judoka nordcoreana, vincitore della medaglia d'oro nella categoria 52 kg ai Giochi olimpici del 2012 di Londra e dell'argento ai Giochi di Pechino.

## Palmarès
- Giochi olimpici

2008 - Pechino: argento nei 52 kg.
2012 - Londra: oro nei 52 kg.
- Campionati mondiali di judo

2005 - Il Cairo: bronzo nella categoria fino a 52 kg.
2007 - Rio de Janeiro: bronzo nella categoria fino a 52 kg.
- Giochi asiatici

2006 - Doha: oro nella categoria fino a 52 kg.
2010 - Canton: bronzo nella categoria fino a 52 kg.
- Universiadi

2002 - Pechino: bronzo nella categoria fino a 52 kg.